# تحالف تكتل الفتح (الجزائر)
تحالف تكتل الفتح (الجزائر). هو تحالف أعلنت عنه خمسة أحزاب جزائرية أطلق عليه اسم ”تكتل الفتح” يضم كل من الحزب الوطني الجزائري، الحزب الوطني الحر، حركة الوطنيين الأحرار، حزب نور الجزائري، وحزب الشباب الديمقراطي، حيث قرروا الدخول في 35 ولاية بقوائم مشتركة، في الانتخابات التشريعية الجزائرية 2017 وفي جنوب فرنسا كذلك.

## روابط خارجية
ميلاد تكتل الفتح و الذي يجمع 5 احزاب جزائرية تحسبا لتشريعيات 2017 على يوتيوب.